# 吉村昭彦
吉村 昭彦（よしむら あきひこ、1958年12月12日 - ）は、日本の免疫学者。東京理科大学生命科学研究所教授。鹿児島大学助教授、久留米大学教授、九州大学教授、慶應義塾大学教授を歴任。京都大学理学博士。紫綬褒章受賞者。

## 経歴
佐賀県立三養基高等学校を経て、京都大学理学部卒業。1985年（昭和60年）、京都大学大学院博士課程中途修了。1986年、京都大学理学博士。
1989年から1991年までマサチューセッツ工科大学に留学している。
1985年、大分医科大学（現・大分大学医学部）助手。1987年、鹿児島大学医学部助手。1989年6月、鹿児島大学助教授。
1995年6月、久留米大学分子生命科学研究所教授。2001年1月、九州大学生体防御医学研究所教授。2008年、慶應義塾大学医学部教授。2024年に定年退職し、研究室ホームページも終了した。
2024年、東京理科大学教授。ノイルイミューン・バイオテック湘南ラボ 学術顧問就任。

## 受賞・栄典
- 1998年 日本生化学会奨励賞
- 2001年 日本免疫学会賞
- 2007年 第二回日本生化学会柿内三郎賞
- 2007年 持田記念学術賞
- 2020年 上原賞
- 2021年 紫綬褒章[6]
- 2023年 東レ科学技術賞